# Haathi Mere Saathi
Haathi Mere Saathi (Mi Familia elefante) es una película dramática en hindi de 1971, dirigida por M. A. Thirumugam, con guion escrito por Salim – Javed y diálogos de Inder Raj Anand. La película tiene un atractivo Disney con un toque indio. Haathi Mere Saathi fue el mayor éxito de 1971 según las recaudaciones de taquilla, y también fue aclamado por la crítica. La película está protagonizada por Rajesh Khanna y Tanuja. La película en ese momento fue el mayor éxito jamás realizado por un productor del sur de la India en hindi.
La historia fue escrita por el productor Sandow M. M. A. Chinnappa Thevar, de origen tamil y propietario de Devar Films en Tamil Nadu. Thevar también hizo un pequeño cameo en la película. Dirigida y editada por el hermano de Thevar, M.A. Thirumugham, tenía música de Laxmikant-Pyarelal y letra de Anand Bakshi. La película también fue la primera colaboración de Salim-Javed (Salim Khan y Javed Akhtar), que fueron acreditados oficialmente como guionistas. La película se basó en la película en tamil de 1967 Deiva Cheyal, de Sandow M. M. A. Chinnappa Thevar. Después del éxito de esta película, Thevar la rehízo en Tamil nuevamente en 1972 como Nalla Neram. Esta película se cuenta entre las 17 películas de éxito consecutivas de Rajesh Khanna entre 1969 y 1971, al agregar las películas de dos héroes Marayada y Andaz a los 15 éxitos en solitario consecutivos que dio de 1969 a 1971.

## Sinopsis
El huérfano Raju (Rajesh Khanna), en compañía de cuatro elefantes, tiene que actuar con ellos en las esquinas para sobrevivir. La historia de fondo es que, como huérfano, le salvaron la vida de un leopardo. Con el tiempo, lo hace a lo grande y comienza Pyar Ki Duniya (El mundo del amor), un zoológico en el que residen varios animales salvajes junto con sus elefantes, entre los que Ramu es el más cercano. Lentamente acumula una fortuna y puede construir su propio zoológico privado, albergando tigres, leones, osos y, por supuesto, los cuatro elefantes. Trata a todos los animales como a sus amigos. Se encuentra con Tanu (Tanuja) y ambos se enamoran. El padre rico de Tanu, Ratanlal (Madan Puri), se opone a esta alianza, pero posteriormente cede y permite que la joven pareja se case. Sin embargo, los problemas se avecinan poco después, ya que Tanu se siente descuidado. Las cosas empeoran cuando nace su hijo, y Tanu, temiendo que los elefantes le hagan daño físico a su hijo, le dice a Raju que elija entre los elefantes y su familia. Cuando Raju elige a sus amigos de toda la vida en lugar de esposa e hijo, Ramu decide unir a la pareja separada, pero gracias al villano Sarwan Kumar (K.N. Singh), tiene que sacrificar su vida.

## Reparto
- Rajesh Khanna como Raj "Raju" Kumar
- Tanuja como Tanu
- David como Johnny Chacha
- Sujit Kumar como Gangu
- K. N. Singh como Sarvan Kumar
- Madan Puri como Ratanlal
- Mehmood Junior como Chhote / Jhamurey
- Abhi Bhattacharya como el Sr. Kumar
- Kumari Naaz como Paro
- Jayakumari
- Chinnappa Thevar en un cameo

## Banda sonora
| # | Título                                  | Cantante(s)                    |
| - | --------------------------------------- | ------------------------------ |
| 1 | "Chal Chal Chal Mere Saathi"            | Kishore Kumar                  |
| 2 | "Dhak Dhak Kaise Chalti Hai Gaadi"      | Lata Mangeshkar, Kishore Kumar |
| 3 | "Duniya me rehna hai to kaam kar pyare" | Kishore Kumar                  |
| 4 | "Sunja Aa Thandi Hawa"                  | Lata Mangeshkar, Kishore Kumar |
| 5 | "Dilbar Jani Chali Hawa Mastani"        | Lata Mangeshkar, Kishore Kumar |
| 6 | "Nafrat Ki Duniya Ko Chhod Ke"          | Mohammed Rafi                  |

## Desarrollo
Javed Akhtar, al ser interrogado sobre cómo surgió la película, dijo: "Un día, Rajesh Khanna fue a Salimsaab y dijo que el Sr. Devar le había dado una gran cantidad de firmas con la que podría completar el pago de su bungalow Aashirwad. Pero la película era una nueva versión [de Deiva Cheyal] y el guión del original estaba lejos de ser satisfactorio. Nos dijo que si podíamos arreglar el guión, él se aseguraría de que obtuviéramos tanto dinero como crédito. "Hago un guion tan terrible", dijo. "¡Y no puedo dejarlo porque necesito el dinero!"

## Taquilla
Haathi Mere Saathi fue la película india más taquillera de 1971. En la India, su ingreso neto fue de 35 millones de rupias y su ingreso bruto interno total fue de 70 millones de rupias (9,34 millones de dólares estadounidenses), equivalente a 59 millones de dólares estadounidenses (3650 millones de rupias) con inflación.
La película fue un éxito de taquilla en el extranjero en la Unión Soviética, donde vendió 34,8 millones de entradas en 1974. El ingreso bruto soviético en el extranjero de la película fue de 8,7 millones de руб (11,54 millones de dólares estadounidenses, o 93,5 millones de rupias), lo que equivale a 60 millones de dólares estadounidenses (3,72 mil millones de rupias) con inflación. El total bruto mundial de la película (incluidas India y la Unión Soviética) fue de 16,35 millones de rupias (20,88 millones de dólares estadounidenses), lo que equivale a 113 millones de dólares estadounidenses (737 millones de rupias) en 2017.

## Premios
Anteriormente titulada Pyar Ki Duniya, la película también ganó un premio especial de la Sociedad para la Prevención de la Crueldad contra los Animales (SPCA) para el letrista Anand Bakshi. Su música en HMV (como se conocía entonces a Saregama) ganó un Disco de Plata por sus ventas, lo que lo convierte en el primer disco de gramófono indio en hacerlo.